# Genaro Flores
Genaro Flores Santos (Antipampa, Sica Sica, Provincia de Aroma, Departamento de La Paz, 10 de septiembre de 1941-La Paz, 25 de agosto de 2019), conocido también como Jenaro Flores Santos, fue un histórico dirigente sindicalista y político boliviano. 
En 1970 fue elegido máximo dirigente sindical campesino del departamento de La Paz. El 2 de agosto de 1971 ascendió al cargo de máximo dirigente nacional. En ese momento regía el Pacto Militar Campesino. Su elección tuvo lugar en ese marco institucional. Es por esa razón que no fue aceptado como integrante de la llamada Asamblea Popular, dominada por fuerzas de izquierda. Pese a esa imposibilidad, Flores fue exiliado tras el golpe de Estado del 21 de agosto de 1971 encabezado por el entonces coronel Hugo Banzer Suárez. 
Tras el retorno de la democracia, fue fundador en 1979 de la Confederación Sindical Única de Trabajadores Campesinos de Bolivia (CSUTCB) y primer secretario ejecutivo. También jugó un papel estratégico posicionando el katarismo como propuesta en el marco de las luchas sociales y políticas en Bolivia. Tras tres gestiones consecutivas como máximo líder de la CSUTCB, Flores tuvo que dejar el cargo. La izquierda, que conformó el Movimiento Campesino de Bases (MCB), logró desplazarlo y posesionar a Juan de la Cruz Wilka en su reemplazo.
Flores también impulsó la Ley Agraria Fundamental y fue fundador de las Corporaciones Agropecuarias Campesinas CORACAs y del Movimiento Revolucionario Tupak Katari MRTK con el que fue candidato presidencial en 1985. En 1988, el MRTK se dividió. La sigla quedó en manos de la fracción encabezada por Vïctor Hugo Cárdenas. En 1989 Flores fue candidato a la Presidencia por FULKA. Tras no obtener representación parlamentaria, se retiró de la vida pública.  
Además fue secretario ejecutivo de la Central Obrera Boliviana COB, cuando la dirección obrera estaba en la clandestinidad.

## Biografía
Nació en el Ayllu Antipampa Qullana de la provincia de Aroma sede de comunidades originarias que pertenecieron a los señoríos aymara de los Sica Sica legendarios por su ánimo belicoso y su sólida organización económica y política. Terminó la escuela en Sica Sica y obtuvo el bachillerato en los colegios Ayacucho y Villarroel de la ciudad de La Paz.
Flores Santos realizó el servicio militar en 1965 en el Regimiento Waldo Ballivián. Durante el mismo vivió la supresión de las milicias populares (creadas después de la Revolución de 1952), un acontecimiento que impactó su posición política. Estudió derecho en la Universidad Mayor de San Andrés donde fundó con otros compañeros - entre ellos Raimundo Tambo precursor del sindicalismo independiente- el Movimiento Universitario Julián Apaza (MUJA). En 1968, Genaro Flores emergió como líder del núcleo activistas aymaras de La Paz, en enero de 1969 de Flores Santos asumió el liderazgo del sindicato en Antipampa y dos meses más tarde asumió el liderazgo de la provincia de Aroma. Flores recurrió a la práctica del fútbol como instrumento de organización de los jóvenes campesinos que más tarde conformarían las bases sociales de ascenso sindical.
En junio de 1969 se convirtió en el secretario ejecutivo de la Federación Departamental de Trabajadores Campesinos de La Paz (FDTCLP)  añadiendo al nombre de la organización el del líder aimara también de la provincia de Aroma Túpaj Katari.
En 1970 Flores Santos participó en luchas agrarias en el Departamento de la Paz con ocupación de tierras legalizado posteriormente con la reforma agraria del mismo año. En agosto de 1971, en el VI Congreso Nacional Campesino de Potosí, presidido por Raimundo Tambo, Flores Santos fue elegido secretario ejecutivo de la Confederación Nacional de Trabajadores Campesinos de Bolivia, CNTCB. Allí se originó también el movimiento Katarista.
Después de dos semanas del Congreso, pasaron a la clandestinidad, algunos de sus dirigentes fueron exiliados y otros encarcelados debido al golpe militar del General Hugo Banzer. Flores regresó un año después para organizar la resistencia contra el gobierno militar.
En 1978 sea uno de los fundadores del Movimiento Revolucionario Tupaj Katari  (MRTK).
El 26 de junio de 1979 fue fundador y primer secretario ejecutivo de la Confederación Sindical Única de Trabajadores Campesinos de Bolivia creada bajo los auspicios de la Central Obrera Boliviana. En noviembre de 1979 fue uno de los líderes de la oposición contra el nuevo golpe militar organizando bloqueos de carreteras. Durante la dictadura  de García Meza, asumió en la clandestinidad la secretaría ejecutiva de la Central Obrera Boliviana (COB). El golpe de García Meza sorprendió a los líderes del COB que fueron arrestados salvo Flores que salió del mitin para realizar una llamada telefónica.
El 19 de junio, de 1981 cayó preso y fue tiroteado por paramilitares de la dictadura de Luis García Meza quedando paralítico.
En los años 80, el movimiento katarista se dividió a dos partidos políticos. Flores Santos se convirtió en el dirigente de uno de ellos, el Frente Unido de Liberación Katarista (FULKA). En 1985 fue candidato a las elecciones presidenciales con el Movimiento Revolucionario Tupak Katari logrando el 2.11 por ciento del voto.
En octubre de 2007 recibió la "Medalla al mérito democrático" de la mano del Presidente de Bolivia Evo Morales que condecoró a los dirigentes políticos, sindicales y militares que el 10 de octubre de 1982 hicieron posible el retorno del sistema democrático, después de 17 años de gobiernos dictatoriales. En su intervención pidió apoyo para el Gobierno del presidente Morales para que "derrote definitivamente a los partidos tradicionales".
En 2015 el Consejo Universitario de la Universidad Pública de El Alto le otorgó el diploma doctor honoris causa.
Murió el 25 de agosto de 2019 por las secuelas causadas por la bala que recibió en la columna hacía más de 30 años.